# Nationale féminine 1A
La Nationale féminine 1A a été la division élite du championnat féminin de basket-ball en France entre 1974 à 1998. Elle a succédé à la Nationale, avant d’être elle-même remplacée par la Ligue féminine de basket.

## Palmarès
Durant ses années d’existence, la NF1A n’a connu que 6 clubs sacrés champions de France :
| Rang | Club                 | Nb Titres | Finaliste |
| 1    | Clermont UC          | 7         | -         |
| -    | Stade Français       | 6         | -         |
| 3    | Bourges              | 4         | -         |
| 4    | BAC Mirande          | 3         | -         |
| -    | Challes-les-Eaux     | 3         | -         |
| 6    | Valenciennes-Orchies | 1         | -         |
| -    | Asnières Sports      | 1         | -         |

## Bilan par saisons
| Saison    | Champion                  | Dauphin                   | MVP française                         | MVP étrangère                            | Meilleur entraîneur                 | Équipes |
| 1997-1998 | Bourges                   | Valenciennes-Orchies      | Yannick Souvré (Bourges)              | Eva Němcová (Bourges)                    | Vadim Kapranov (Bourges)            | ASPTT Aix-en-Provence, SC Bordeaux, CJM Bouges, US Dunkerque, Limoges ABC, BAC Mirande, USO Mondeville, Avenir de Rennes, RC Strasbourg, Tarbes GB, Toulouse-Launaguet, Valenciennes-Orchies            |
| 1996-1997 | Bourges                   | Valenciennes-Orchies      | Isabelle Fijalkowski (Bourges)        | Eva Němcová (Bourges)                    | Vadim Kapranov (Bourges)            | ASPTT Aix-en-Provence, Waïti Bordeaux, CJM Bouges, Stade Clermontois AB 63, ABC Limoges, BAC Mirande, AS Mondeville, AS Montferrand, RC Strasbourg, Tarbes GB, Toulouse-Launaguet, Valenciennes-Orchies |
| 1995-1996 | Bourges                   | Valenciennes-Orchies      | Corinne Benintendi (Tarbes)           | Judith Balogh (Tarbes)                   | Patrick Lazare (Strasbourg)         | Aix-en-Provence, Bordeaux, Bourges, Challes-les-Eaux, Stade Clermontois, BAC Mirande, AS Montferrand, Rouen, Strasbourg, Tarbes, Toulouse-Launaguet, Valenciennes-Orchies                               |
| 1994-1995 | Bourges                   | Tarbes                    | Corinne Benintendi (Challes-les-Eaux) | Ielena Khoudachova (Bourges)             | Jacques Vernerey (Aix-en-Provence)  | Aix-en-Provence, Bordeaux, Bourges, Challes-les-Eaux, Stade Clermontois, BAC Mirande, AS Montferrand, Rouen, Strasbourg, Serènes de Lunac, Tarbes, Valenciennes-Orchies                                 |
| 1993-1994 | Valenciennes-Orchies      | Challes-les Eaux          | Odile Santaniello (Aix-en-Provence)   | Andrea Stinson (Tarbes)                  | Marc Silvert (Valenciennes-Orchies) | Aix-en-Provence, Bourges, Challes-les Eaux, Stade Clermontois, BAC Mirande, AS Montferrand, Nice, Rouen, Serènes de Lunac, Strasbourg, Tarbes, Valenciennes-Orchies                                     |
| 1992-1993 | Challes-les-Eaux          | Tarbes                    | Odile Santaniello (Aix-en-Provence)   | Ielena Khoudachova (Challes-les-Eaux)    | Jean-Pierre Siutat (Tarbes)         | Aix-en-Provence, Anjou Jallais, Bordeaux, Bourges, Challes-les-Eaux, Stade Clermontois, BAC Mirande, Rouen, Serènes de Lunac, Strasbourg, Tarbes, Valenciennes-Orchies                                  |
| 1991-1992 | Challes-les-Eaux          | Racing Paris              | Odile Santaniello (Aix-en-Provence)   | Alisha Jones (Valenciennes-Orchies)      | Indulis Vanags (Racing Paris)       | PTT Aix, Bordeaux, Bourges, Challes-les-Eaux, Stade Clermontois, PTT Lyon, BAC Mirande, Mulhouse, Racing Paris, Strasbourg, Valenciennes-Orchies, Villeurbanne                                          |
| 1990-1991 | Challes-les-Eaux          | BAC Mirande               | Odile Santaniello (Aix-en-Provence)   | Olessia Barel (Challes-les-Eaux)         | Pierre Jouvenet (Bordeaux)          | PTT Aix, Bordeaux, Challes, Clermont-Ferrand, PTT Lyon, BAC Mirande, AS Montferrand, Mulhouse, Orchies-Nomain, Racing Paris, Roquebrune, Strasbourg                                                     |
| 1989-1990 | BAC Mirande               | Racing Paris              | Odile Santaniello (Aix-en-Provence)   | Olga Soukharnova (Mirande)               | Alain Jardel (BAC Mirande)          | Aix-en-Provence, Bordeaux, Challes-les-Eaux, Stade Clermontois, Dijon, PTT Lyon, BAC Mirande, AS Montferrand, Orchies-Nomain, RCF Paris 36, Strasbourg, Villeurbanne                                    |
| 1988-1989 | BAC Mirande               | Racing Paris              | Odile Santaniello (Aix-en-Provence)   | Olga Soukharnova (Mirande)               | Ghislaine Renaud (Racing Paris)     | Aix-en-Provence, Bordeaux, Challes-les-Eaux, Stade Clermontois, Dijon, BAC Mirande, AS Montferrand, Orchies-Nomain, RCF Paris, Roquebrune, Versailles, Villeurbanne                                     |
| 1987-1988 | BAC Mirande               | Stade Français Versailles | Odile Santaniello (Aix-en-Provence)   | Kristen Cummings (Orchies-Nomain)        | Alain Jardel (BAC Mirande)          | Aix-en-Provence, Challes-les-Eaux, Stade Clermontois, BAC Mirande, AS Montferrand, Nuits St Georges, Orchies-Nomain, RCF Paris, Roquebrune, Strasbourg, Versailles, Villeurbanne                        |
| 1986-1987 | Stade Français Versailles | RCF Paris                 | Odile Santaniello (Aix-en-Provence)   | Kristen Cummings (Orchies-Nomain)        | Alain Jardel (BAC Mirande)          | Aix-en-Provence, Bordeaux, Challes-les-Eaux, BAC Mirande, AS Montferrand, Nantes, Orchies-Nomain, RCF Paris, Roquebrune, Stade Français Versailles, Villeurbanne                                        |
| 1985-1986 | Stade Français Versailles | RCF Paris                 | Catherine Malfois (AS Montferrand)    | Denise Curry (Stade Français Versailles) | Paul Besson (Stade Clermontois)     | Aix-en-Provence, Asnières, Bordeaux, BAC Mirande, AS Montferrand, Nantes, Nice, RCF Paris, Roquebrune, Stade Français Versailles, Strasbourg, Villeurbanne                                              |
| 1984-1985 | Stade Français            | Racing Paris              | Catherine Malfois (AS Montferrand)    | 1                                        | -                                   | Aix-en-Provence, Asnières, Bordeaux, Clermont-Ferrand, BAC Mirande, AS Montferrand, Racing Paris, Roquebrune, Stade Français, Strasbourg, Versailles, Villeurbanne                                      |
| 1983-1984 | Stade Français            | RCF Paris                 | Irène Guidotti (Stade Français)       | Young-Ran Cho RCF Paris                  | -                                   | Aix-en-Provence, Asnières, Bordeaux, Clermont-Ferrand, AS Montferrand, Nuits St Georges, RCF Paris, Rouen, Stade Français, Strasbourg, Versailles, Villeurbanne                                         |

1 : le 15 janvier 1983, le Comité Directeur de la Fédération décide d'exclure les joueuses étrangères du Championnat 1984-1985 afin de protéger les joueuses françaises et l'Équipe de France qui était dans une période noire (Bien que pour la saison 1983-84, il n'y avait que 8 joueuses étrangères).
Cette règle ne sera maintenue que pour cette saison.

## Sources et références
1. ↑  Dont 2 pour l’Union Stade Français Versailles.